# شهرستان رضوم
ناحیهٔ رضوم (به عربی: مدیریة رضوم) یک ناحیه در یمن است که در استان شبوه واقع شده‌است.
ناحیهٔ رضوم ۲۳٬۲۴۴ نفر جمعیت دارد.